# FFA Cup 2015
La Westfield FFA Cup 2015 è stata la 2ª edizione della coppa australiana di calcio. La competizione è iniziata il 14 febbraio 2015. La squadra vincitrice del torneo è il Melbourne Victory che ha battuto per 2-0 il Perth Glory.

## Squadre partecipanti
Alla fase finale della competizione partecipano 32 squadre: 10 partecipanti alla A-League, 1 vincitore della NPL e 21 squadre provenienti dalle serie inferiori e vincitrici dei turni preliminari.
| A-League | Livello 2 | Livello 3          | Livello 4        |
| - Adelaide Utd - Brisbane Roar - C.C. Mariners - Melbourne City - Melbourne Victory - Newcastle Jets - Perth Glory - Sydney FC - Wellington Phoenix - Western Sydney | - Blacktown City - Brisbane Strikers - Broadmeadow Magic - Croydon Kings - Darwin Olympic - Edgeworth - FNQ Heat - Gungahlin Utd - Heidelberg Utd - Hume City - MetroStars - Oakleigh Cannons - Palm Beach - Perth SC - Rockdale City Suns - Sorrento FC - South Hobart - South Melbourne - Sydney Olympic - Sydney Utd 58 | - Queensland Lions | - Balmain Tigers |

## Calendario
| Turno                | Date                          | Numero di incontri | Numero di squadre |
| -------------------- | ----------------------------- | ------------------ | ----------------- |
| Turni preliminari    | 14 febbraio - 28 giugno 2015  | 723                | 648 → 32          |
| Sedicesimi di finale | 29 luglio - 11 agosto 2015    | 16                 | 32 → 16           |
| Ottavi di finale     | 26 agosto - 1º settembre 2015 | 8                  | 16 → 8            |
| Quarti di finale     | 22-30 settembre 2015          | 4                  | 8 → 4             |
| Semifinali           | 20-28 ottobre 2015            | 2                  | 4 → 2             |
| Finale               | 7 novembre 2015               | 1                  | 2 → 1             |

## Turni preliminari
I 21 slot riservati alle squadre delle serie inferiori sono assegnati tramite otto turni preliminari, ai quali partecipano un totale di 648 squadre.
| Federazione regionale | Competizione                    | Qualificate ai sedicesimi |
| --------------------- | ------------------------------- | ------------------------- |
| Capital Football      | Capital Football Federation Cup | 1                         |
| Football NSW          | Waratah Cup                     | 5                         |
| NNSWF                 | NNSWF State Cup                 | 2                         |
| FNT                   | NT FFA Cup                      | 1                         |
| Football Queensland   | Kappa Queensland Cup            | 4                         |
| FSA                   | SA Federation Cup               | 1                         |
| Football Tasmania     | Milan Lakoseljac Cup            | 1                         |
| Football Victoria     | Dockerty Cup                    | 4                         |
| Football West         | State Cup                       | 2                         |

## Sedicesimi di finale
I sedicesimi di finale sono stati sorteggiati il 1º luglio 2015 e si sono giocati il 29 luglio ed l'11 agosto 2015.
| Squadra 1          | Risultato       | Squadra 2          |
| ------------------ | --------------- | ------------------ |
| 29 luglio 2015     |                 |                    |
| Palm Beach         | 1 - 1 (8-7 dtr) | South Melbourne    |
| Broadmeadow Magic  | 1 - 3           | Heidelberg Utd     |
| Blacktown City     | 1 - 2           | MetroStars         |
| Hume City          | 4 - 3 (dts)     | Brisbane Strikers  |
| 4 agosto 2015      |                 |                    |
| Balmain Tigers     | 0 - 6           | Melbourne Victory  |
| Gungahlin Utd      | 0 - 1           | Sydney Olympic     |
| Sydney Utd 58      | 3 - 3 (3-1 dtr) | South Hobart       |
| Edgeworth          | 1 - 2           | Melbourne City     |
| 5 agosto 2015      |                 |                    |
| Sorrento FC        | 0 - 2           | Sydney FC          |
| Darwin Olympic     | 1 - 6           | Adelaide Utd       |
| Rockdale City Suns | 3 - 1           | Perth SC           |
| Croydon Kings      | 1 - 2           | Queensland Lions   |
| 11 agosto 2015     |                 |                    |
| Western Sydney     | 1 - 0           | Brisbane Roar      |
| Newcastle Jets     | 2 - 2 (3-4 dtr) | Perth Glory        |
| C.C. Mariners      | 0 - 1           | Wellington Phoenix |
| Oakleigh Cannons   | 1 - 1 (5-4 dtr) | FNQ Heat           |

## Ottavi di finale
Gli ottavi di finale sono stati sorteggiati il 12 agosto 2015 e si sono giocati il 26 agosto ed il 1º settembre 2015.
| Squadra 1          | Risultato   | Squadra 2          |
| ------------------ | ----------- | ------------------ |
| 26 agosto 2015     |             |                    |
| Adelaide Utd       | 2 - 1 (dts) | Sydney FC          |
| Melbourne City     | 5 - 1       | Wellington Phoenix |
| Heidelberg Utd     | 2 - 0       | Sydney Utd 58      |
| Queensland Lions   | 0 - 1 (dts) | Perth Glory        |
| 1º settembre 2015  |             |                    |
| Hume City          | 3 - 1       | Sydney Olympic     |
| MetroStars         | 0 - 1       | Oakleigh Cannons   |
| Rockdale City Suns | 2 - 3       | Melbourne Victory  |
| Palm Beach         | 0 - 2       | Western Sydney     |

## Quarti di finale
Il sorteggio è stato effettuato il 1º settembre 2015 e le partite sono state giocate il 22 e 29 settembre 2015.
| Squadra 1         | Risultato       | Squadra 2        |
| ----------------- | --------------- | ---------------- |
| 22 settembre 2015 |                 |                  |
| Hume City         | 3 – 2 (dts)     | Oakleigh Cannons |
| Melbourne Victory | 3 – 1           | Adelaide Utd     |
| 29 settembre 2015 |                 |                  |
| Heidelberg Utd    | 0 – 5           | Melbourne City   |
| Perth Glory       | 1 – 1 (4-2 dtr) | Western Sydney   |

## Semifinali
Il sorteggio è stato effettuato il 29 settembre 2015 e le partite si sono giocate il 21 e 28 ottobre 2015.
| Squadra 1       | Risultato | Squadra 2         |
| --------------- | --------- | ----------------- |
| 21 ottobre 2015 |           |                   |
| Perth Glory     | 3 - 1     | Melbourne City    |
| 28 ottobre 2015 |           |                   |
| Hume City       | 0 - 3     | Melbourne Victory |

## Finale
| Arbitro: | Ben Williams |

|                         |           |  |
| Bozanic 35’ Berisha 42’ | Marcatori |  |